# Chrysobothris kelloggi
Chrysobothris kelloggi är en skalbaggsart som beskrevs av Knull 1937. Chrysobothris kelloggi ingår i släktet Chrysobothris och familjen praktbaggar. Inga underarter finns listade i Catalogue of Life.